# 215P/NEAT
215P/NEAT (też: NEAT 11) – kometa krótkookresowa z rodziny komet Jowisza.

## Odkrycie
Kometę tę odkryto 8 maja 2002 roku w ramach programu NEAT.

## Orbita komety i właściwości fizyczne
Orbita komety 215P/NEAT ma kształt elipsy o mimośrodzie 0,2. Jej peryhelium znajduje się w odległości 3,22 j.a., aphelium zaś 4,83 j.a. od Słońca. Jej okres obiegu wokół Słońca wynosi 8,07 roku, nachylenie do ekliptyki to wartość 12,79˚.
Średnica jądra tej komety to maks. kilka km.